# جاش گرانت
جاش گرانت (انگلیسی: Josh Grant؛ زادهٔ ۷ اوت ۱۹۶۷) بازیکن بسکتبال اهل ایالات متحده آمریکا است.
از باشگاه‌هایی که در آن بازی کرده‌است می‌توان به گلدن استیت واریرز و باشگاه بسکتبال المپیاکوس اشاره کرد.
وی در مسابقات کشوری و بین‌المللی در مجموع برندهٔ ۱ مدال طلا شده‌است.